# ROAR: Вестник антивоенной и оппозиционной культуры
ROAR: Вестник антивоенной и оппозиционной культуры (англ. ROAR: Resistance and Opposition Arts Review) — сетевое издание, созданное русскоязычной израильской поэтессой Линор Горалик в 2022 году после начала полномасштабного вторжения российских войск в Украину. В нём публикуются поэзия, проза, публицистика, визуальные произведения, мультимедийные проекты и музыка, посвящённые теме противостояния войне, репрессиям, насилию и пропаганде. В первом номере, который увидел свет 22 апреля 2022 года, приняло участие 130 авторов.
Издание публикуется на русском языке и переводится на различные языки, в том числе на английский, французский, итальянский, японский, польский. До шестого номера подзаголовок — расшифровка аббревиатуры ROAR — выглядел как «Вестник русской оппозиционной культуры» (англ. Russian Oppositional Arts Review); переименование было связано с тем, что с шестого номера в издании стали появляться тексты украинских авторов, в том числе на украинском языке.

В недавней беседе дорогой мне человек назвал ROAR «площадкой для единомышленников». Мне захотелось поспорить с ним; мне кажется по-настоящему важным помнить, что авторы ROAR (а многих из них я имею честь знать лично) — очень разные люди, и их взгляды на самые разные проблемы, в том числе политического характера, тоже могут оказаться при ближайшем рассмотрении, я полагаю, очень разными. Но я глубоко верю, что по одному вопросу они сходятся во мнениях: война, которую сегодняшняя российская власть уже больше года ведет против Украины, — безоговорочно преступна. И я невероятно благодарна каждому нашему автору за ясность, полноту, а часто и мужество, с которыми это говорится.— Линор Горалик, «От редактора», ROAR, Номер Седьмой (23 апреля 2023 года)
В июле 2022 года Роскомнадзор заблокировал сайт ROAR, заявив, что он содержит «недостоверную общественно значимую информацию» о войне в Украине, «ее форме, способах ведения боевых действий, а также информацию об атаках на объекты гражданской инфраструктуры, многочисленных жертвах среди гражданского населения Украины и в рядах Вооруженных сил Российской Федерации, относительно всеобщей мобилизации и другие» и потребовал от провайдера удалить сайт. Провайдер сообщил, что ничего делать не собирается.
В зарубежной прессе издание характеризуется как «свидетельство яркости оппозиционной русской культуры». Как весьма популярное в российской оппозиционной среде охарактеризовала издание писательница Евгения Некрасова. По мнению филолога Андрея Десницкого, ROAR стал наиболее заметным сетевым изданием в «поэзии русской релокации».

## Статьи
- ROAR: Вестник оппозиционной русскоязычной культуры. The Village (26 апреля 2022). Архивировано 3 июня 2023 года.
- Ольга Титова. Линор Горалик: «Журнал ROAR — некое лекарство, которое действует прямо сейчас. Он не остановит бомбы этой или следующей войны». Новая газета. Балтия (16 мая 2023).
- Carolyn Stewart. Russia's Rebels: An Interview with Linor Goralik of ROAR. Liberal Currents (21 февраля 2024).

## Галерея
- «Родина не зовет»: галерея работ антивоенных художников. The Moscow Times (24 июля 2022).
- «За фасадом советского прошлого»: галерея работ антивоенных художников. The Moscow Times (6 июля 2022).